# Джонсон, Реджи
Реджи Джонсон (англ. Reggie Johnson; 28 августа 1966 года, Хьюстон, Техас, США) — американский боксёр-профессионал, выступавший в средней, 2-й средней и полутяжёлой весовых категориях. Чемпион мира в средней (версия WBA, 1992—1993) и полутяжёлой (версия IBF, 1998—1999) весовых категориях.

## 1984—2008
Дебютировал в августе 1984 года.
В июне 1991 года Джонсон вышел на ринг против чемпиона мира в среднем весе по версии IBF Джеймса Тони. Джонсон отправил в нокдаун во 2-м раунде чемпиона. Раздельным решением судей победил Тони.
В апреле 1992 года состоялся бой за вакантный титул WBA в среднем весе между Реджи Джонсоном и Стивом Коллинсом. Решением большинства судей победил Джонсон.
В октябре 1992 года Джонсон победил непобеждённого Ламара Паркса.
В январе 1993 года он в 8-м раунде нокаутировал Ки Ю Сонга.
В мае 1993 года Джонсон победил Уэйна Харриса.
В октябре 1993 года Реджи Джонсон проиграл по очкам Джону Дэвиду Джексону.
В августе 1994 года в Аргентине состоялся бой за вакантный титул WBA в среднем весе между Реджи Джонсоном и аргентинцем Хорхе Фернандо Кастро. Раздельным решением судей победил Кастро.
В октябре 1995 года в Аргентине состоялся 2-й бой между Джонсоном и Хорхе Фернандо Кастро. Вновь раздельным решением судей победил аргентинец. После этого боя Джонсон перешёл в полутяжёлый вес, перескочив 2-й средний.
В феврале 1998 года он в 5-м раунде нокаутировал непобеждённого чемпиона в полутяжёлом весе по версии IBF Уильяма Гатри.
В мае 1998 года Джонсон победил по очкам Оле Клеменстена.
В феврале 1999а он победил по очкам Уилла Тейлора.
В июне 1999 года состоялся бой за звание абсолютного чемпиона в полятужелом весе между Реджи Джонсоном и Роем Джонсом. Джонсон побывал в нокдаунах в 1-м и 3-м раундах. Джонс выиграл все раунды и стал абсолютным чемпионом.
В январе 2001 года Джонсон в элиминаторе встретился с Антонио Тарвером. Тарвер побывал в нокдауне в 9-м раунде. Раздельным решением судей победителем был объявлен Тарвер.
В феврале 2008 года Джонсон вернулся после 3-х летнего перерыва на ринг, и победил раздельным решением судей Хулио Сесара Гонсалеса.
В 2010 году приговорён к 12 годам лишения свободы за мошенничество.